# Gibraltarischer Fußballpokal
Der gibraltarische Fußballpokal (Originalbezeichnung: Rock Cup) ist der nationale Fußball-Pokalwettbewerb für Männerfußball-Vereinsmannschaften in Gibraltar. Der Wettbewerb wurde erstmals im Jahr 1895 ausgespielt und findet seitdem jährlich statt. Da die Sieger einiger Spielzeiten unbekannt sind, gibt es keine sichere Angabe über einen Rekordsieger des Wettbewerbs. Von den bekannten Spielzeiten hat der Lincoln FC mit 19 Titeln die meisten gewonnen. Der Rock Cup wird von der Gibraltar Football Association (GFA), dem gibraltarischen Fußballverband, veranstaltet.
Im Mai 2013 gab die UEFA bekannt, dass der gibraltarische Fußballverband als neues Mitglied aufgenommen wird. Somit erhielt der Pokalsieger erstmals zur Saison 2014/15 die Startberechtigung für die Qualifikation zur UEFA Europa League. Außerdem nimmt der Pokalsieger am Pepe Reyes Cup, dem gibraltarischen Supercup, teil. Dort trifft er auf den Meister der Gibraltar Eurobet Division.

## Modus
Der Wettbewerb wird zurzeit im K.-o.-System in fünf Runden mit 20 teilnehmenden Mannschaften ausgespielt. Alle sechs Teams aus der 1. Liga steigen erst in der 2. Runde ein. In Runde 1 werden insgesamt vier Partien ausgelost. Die nicht gezogenen sechs unterklassigen Vereine erhalten ein Freilos. In der zweiten Runde nehmen dann die sechs Erstligaklubs zusammen mit den vier Siegern der 1. Runde und den sechs Mannschaften mit einem Freilos für die 1. Runde teil und werden einander zugelost.
Alle Begegnungen werden in einer Partie ausgetragen und finden im einzigen Stadion des Landes, dem Victoria Stadium, statt.

## Bisherige Sieger
| - 1894/95 Gibraltar FC - 1896–1934 unbekannt - 1935/36 HMS Hood - 1936/37 Britannia FC - 1937/38 Europa FC - 1938/39 2nd Bataillon The King’s Regiment - 1939/40 Britannia FC - 1940/41 nicht ausgetragen - 1941/42 A.A.R.A. - 1942/43 RAF New Camp - 1943/44 4th Bataillon Royal Scott - 1944/45 nicht ausgetragen - 1945/46 Europa FC - 1946/47 Gibraltar United FC - 1947/48 Britannia FC - 1948/49 Prince of Wales FC - 1949/50 Europa FC - 1950/51 Europa FC - 1951/52 Europa FC - 1953–1973 unbekannt - 1973/74 Manchester United FC II - 1974/75 Glacis United FC - 1975/76 2nd Bataillon RGJ - 1976/77 Manchester United FC - 1977/78 unbekannt | - 1978/79 St Joseph’s FC - 1979/80 Manchester United FC - 1980/81 Glacis United FC - 1981/82 Glacis United FC - 1982/83 St Joseph’s FC - 1983/84 St Joseph’s FC - 1984/85 St Joseph’s FC - 1985/86 Lincoln FC - 1986/87 St Joseph’s FC - 1987/88 RAF Gibraltar - 1988/89 Lincoln Reliance - 1989/90 Lincoln FC - 1990/91 unbekannt - 1991/92 St Joseph’s FC - 1992/93 Lincoln FC - 1993/94 Lincoln FC - 1994/95 St Theresas FC - 1995/96 St Joseph’s FC - 1996/97 Glacis United FC - 1997/98 Glacis United FC - 1998/99 unbekannt - 1999/00 Gibraltar United FC - 2000/01 Gibraltar United FC - 2001/02 Lincoln FC - 2002/03 Manchester United FC | - 2003/04 Newcastle United FC 1 - 2004/05 Newcastle United FC 1 - 2005/06 Newcastle United FC 1 - 2006/07 Newcastle United FC 1 - 2007/08 Lincoln FC - 2008/09 Lincoln FC - 2009/10 Lincoln FC - 2010/11 Lincoln FC - 2011/12 St Joseph’s FC - 2012/13 St Joseph’s FC - 2013/14 Lincoln Red Imps FC - 2014/15 Lincoln Red Imps FC - 2015/16 Lincoln Red Imps FC - 2016/17 Europa FC - 2017/18 Europa FC - 2018/19 Europa FC - 2019/20 abgebrochen - 2020/21 Lincoln Red Imps FC - 2021/22 Lincoln Red Imps FC - 2022/23 FC Bruno’s Magpies - 2023/24 Lincoln Red Imps FC - 2024/25 Mons Calpe SC |

### Rangliste
Da es wie oben bereits erwähnt zu einigen Spielzeiten keine Quellen gibt, erfolgt diese Auflistung ausschließlich auf der Grundlage aller bekannten ausgetragenen Turniere.
| Rang | Verein                            | Siege | Jahr(e) |
| ---- | --------------------------------- | ----- | --- |
| 1    | Lincoln Red Imps FC 1             | 19    | 1986, 1990, 1993, 1994, 2002, 2004, 2005, 2006, 2007, 2008, 2009, 2010, 2011, 2014, 2015, 2016, 2021, 2022, 2024 |
| 2    | St Joseph’s FC                    | 9     | 1979, 1983, 1984, 1985, 1987, 1992, 1996, 2012, 2013                                                             |
| 3    | Europa FC                         | 8     | 1938, 1946, 1950, 1951, 1952, 2017, 2018, 2019                                                                   |
| 4    | Glacis United FC                  | 5     | 1975, 1981, 1982, 1997, 1998                                                                                     |
| 5    | Manchester 62 FC                  | 4     | 1974, 2 1977, 1980, 2003                                                                                         |
| 6    | Britannia FC                      | 3     | 1937, 1940, 1948                                                                                                 |
| 6    | Gibraltar United FC               | 3     | 1947, 2000, 2001                                                                                                 |
| 8    | FC Bruno’s Magpies                | 2     | 2023, 2025 |
| 9    | Gibraltar FC                      | 1     | 1895 |
| 9    | HMS Hood                          | 1     | 1936 |
| 9    | 2nd Bataillon The King’s Regiment | 1     | 1939 |
| 9    | A.A.R.A.                          | 1     | 1942 |
| 9    | RAF New Camp                      | 1     | 1943 |
| 9    | 4th Bataillon Royal Scott         | 1     | 1944 |
| 9    | Prince of Wales FC                | 1     | 1949 |
| 9    | 2nd Bataillon RGJ                 | 1     | 1976 |
| 9    | RAF Gibraltar                     | 1     | 1988 |
| 9    | Lincoln Reliance                  | 1     | 1989 |
| 9    | St Theresas FC                    | 1     | 1995 |